# Jetterswiller
 Jetterswiller (en alsacià Jetterschwiller) és un municipi francès, situat a la regió del Gran Est, al departament del Baix Rin. L'any 1999 tenia 170 habitants. Limita al nord amb Reutenbourg, al nord-est amb Westhouse-Marmoutier i Knœrsheim, a l'est amb Zehnacker, al sud-est amb Crastatt i a l'oest amb Singrist.
Forma part del cantó de Saverne, del districte de Molsheim i de la Comunitat de comunes de la Mossig i del Vignoble.

## Demografia
| 1962 | 1968 | 1975 | 1982 | 1990 | 1999 |
| ---- | ---- | ---- | ---- | ---- | ---- |
| 162  | 165  | 160  | 163  | 168  | 170  |

## Administració
| Període | Identitat    | Partit |
| ------- | ------------ | ------ |
| 2001-   | Michel Debes |        |